# Ritidian National Wildlife Refuge
Ritidian National Wildlife Refuge eller Guam National Wildlife Refuge är ett naturreservat i Guam (USA).   Det ligger i kommunerna Dededo och  Yigo, i den norra delen av Guam, 23 km nordost om huvudstaden Hagåtña.